# كأس نيوزيلندا 1932
كأس نيوزيلندا 1932 (بالإنجليزية: 1932 Chatham Cup)‏ هو موسم من كأس نيوزيلندا. فاز فيه Wellington Marist ‏.